# Lorentz (cràter)
Lorentz és un enorme cràter d'impacte que es troba just més enllà del terminador nord-oest de la Lluna, en una regió que es posa a la vista de la Terra durant les libracions favorables. Aquesta formació és gairebé tan gran com la Mare Nectaris (pertanyent a la cara visible de la Lluna), encara que no ha estat submergit per la lava com el mar lunar. No obstant això, les seccions del sòl del cràter apareixen relativament anivellades, particularment un arc en la vora occidental, encara que aquesta regió està marcada per nombrosos petits cràters. La resta de l'interior és aspre i irregular, i també està marcat per una multitud d'impactes.

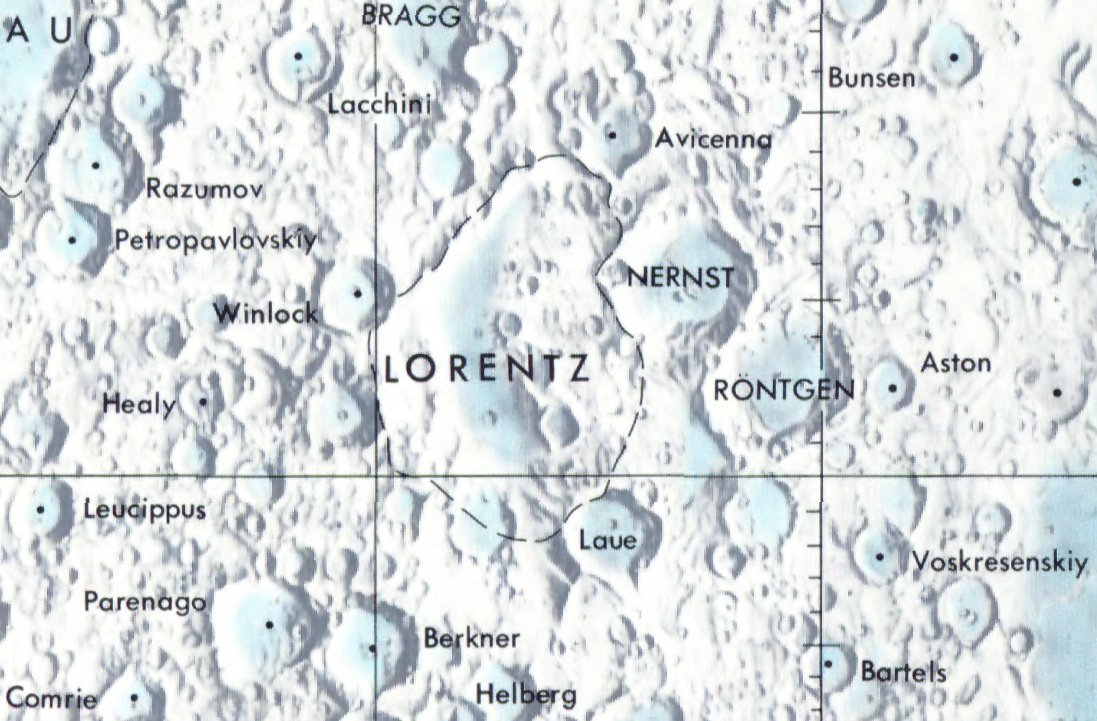
Localització de Lorentz. Plànol NASA (1969)

Lorentz conté una destacable parella de cràters apariats, formada per Nernst (situat amb prou feines al nord del punt central de Lorentz), i Röntgen (unit a la vora sud-oriental de Nernst). Travessant el bord sud de Lorentz apareix Laue, mentre que Avicenna travessa la vora nord-oest. Prop de la vora més difuminada est de Lorentz es troba Aston.

## Cràters satèl·lit
Per convenció aquests elements són identificats en els mapes lunars posant la lletra en el costat del punt central del cràter que està més proper a Lorentz.